# Samuel Tolansky
Samuel Tolansky (* 17. November 1906 in Newcastle upon Tyne; † 4. März 1973) war ein britischer Physiker.

## Leben
Samuel Tolansky wurde am 17. November als Sohn jüdischer Immigranten aus Odessa in Newcastle upon Tyne geboren. Nach dortigem Schulbesuch studierte er Physik am Armstrong College der Durham University und erhielt dort 1928 einen Bachelor-Abschluss. Nach einer einjährigen Lehrerausbildung begann er 1929 am Armstrong College mit spektroskopischen Forschungen. 1931 erhielt er das Earl Grey Forschungsstipendium und ging an das Forschungslaboratorium von Friedrich Paschen an der Physikalisch-Technischen Reichsanstalt in Berlin.  Ab 1934 war er Assistent von William Lawrence Bragg an der Universität von Manchester, wo er mehrere Dozentenstellen durchlief und 1946 seinen Doktortitel erlangte.
1947 wechselte er an das Royal Holloway College der Universität von London und trat dort eine Professorenstelle für Physik an, die er bis zu seinem Lebensende innehatte.
Tolanskys physikalische Forschung kann in vier Bereiche eingeteilt werden. Er begann von 1930 bis 1948 mit spektroskopischen Arbeiten, wobei er sich hauptsächlich mit Hyperfeinstruktur-Messungen befasste. Von 1941 bis 1971 beschäftigte er sich mit Vielstrahlinterferenz und entwickelte das nach ihm benannte Tolansky-Verfahren zur Schichtdickenmessung. Als Drittes sind Untersuchungen von Diamanten und ihrer Oberflächenstrukturen zu nennen. Schließlich befasste er sich ab 1968 mit der Mondoberfläche und war auch an Analysen des von den Apollo-Missionen mitgebrachten Mondstaubs beteiligt.
1935 heiratete Tolansky die Tochter Ottilie des Oberkantors Salomo Pinkasovich, die er während seiner Berliner Zeit kennengelernt hatte. Aus der Ehe gingen ihre Tochter Ann und ihr Sohn Jonathan hervor. Er engagierte sich auch in jüdischen Angelegenheiten, er war Mitglied des akademischen Rats der Kulturabteilung des Jüdischen Weltkongresses und Vize-Präsident der britischen Technion-Gesellschaft. Samuel Tolansky starb am 4. März 1973 im Alter von 66 Jahren.

## Veröffentlichungen
Tolansky ist Autor von zirka 200 Artikeln und folgenden Büchern.
- S. Tolansky: Hyperfine structure in line spectra and nuclear spin (Hyperfeinstruktur in Linienspektren und Kernspin). Methuen and Co., London 1935 (englisch, archive.org – 1. Ausgabe 1935).
- S. Tolansky: Introduction to atomic physics (Einführung in die Atomphysik). Orient Longmans, London, New York, Toronto 1948 (englisch, archive.org [PDF] 1. Ausgabe 1942, übersetzt ins Spanische und Italienische).
- S. Tolansky: High resolution spectroscopy (Hochauflösende Spektroskopie). Methuen and Co., London 1947 (englisch, übersetzt ins Russische).
- S. Tolansky: Multiple-beam interferometry of surfaces and films (Vielstrahlinterferometrie von Oberflächen und Filmen). Dover Publications Inc., New York 1970, ISBN 0-486-62215-0 (englisch, archive.org – 1. Auflage 1948).
- S. Tolansky: Introduction to interferometry (Einführung in die Interferometrie). Halstead Press (John Wiley & Sons), New York 1973 (englisch, archive.org – 1. Auflage 1955).
- S. Tolansky: Microstructure of diamond surfaces (Mikrostruktur von Diamantoberflächen). N.A.G. Press, London 1955 (englisch).
- S. Tolansky: Surface microtopography (Oberflächen-Mikrotopographie). Longmans Green and Co., London 1960 (englisch, archive.org).
- S. Tolansky: History and use of diamond. Methuen, 1962, ISBN 0-416-25680-5 (englisch).
- S. Tolansky: Optical illusions (Optische Täuschungen). Pergamon Press, 1964 (englisch, übersetzt ins Japanische und Russische).
- S. Tolansky: Curiosities of light leaves and light rays. Elsevier, New York 1965 (englisch, übersetzt ins Russische).
- S. Tolansky: Interference microscopy for the biologist (Interferenzmikroskopie für Biologen). Thomas, 1968, ISBN 0-398-01930-4 (englisch).
- S. Tolansky: Microstructure of surfaces : using interferometry (Mikrostrukturen von Oberflächen unter Anwendung von Interferometrie). 0713131799, London 1968, ISBN 0-7131-3179-9 (englisch, archive.org).
- S. Tolansky: The strategic diamond (Der strategische Diamant). Oliver & Boyd, 1968, ISBN 0-05-001751-9 (englisch).
- S. Tolansky: Revolution in optics (Revolution in der Optik). Penguin Books Ltd, 1968, ISBN 0-14-020969-7 (englisch, übersetzt ins Deutsche, Japanische und Russische).
- S. Tolansky: Multiple-beam interference microscopy of metals (Vielstrahlinterferenzmikroskopie von Metallen). Academic Press, London, New York 1970, ISBN 0-12-692650-6 (englisch, archive.org).

## Ehrungen
- 1947 wurde Tolansky zum Fellow der Royal Astronomical Society gewählt.[3]
- 1952 wurde er zum Fellow der Royal Society gewählt.[4]
- Ebenfalls 1952 wurde er mit der Silbermedaille der Royal Society of Arts ausgezeichnet.[5]
- Im Jahre 1976 benannte die Internationale Astronomische Union den Mondkrater Tolansky offiziell nach Samuel Tolansky.[6]